# Рибейран-ду-Пиньял
Рибейран-ду-Пиньял (порт. Ribeirão do Pinhal) — муниципалитет в Бразилии, входит в штат Парана. Составная часть мезорегиона Север Пиунейру-Паранаэнси. Входит в экономико-статистический микрорегион Корнелиу-Прокопиу. Население составляет 13 349 человек на 2006 год. Занимает площадь 375 км². Плотность населения — 39,3 чел./км².
Праздник города — 19 октября.

## История
Город основан 11 октября 1947 года.

## Статистика
- Валовой внутренний продукт на 2003 год составляет 54 940 057,00 реалов (данные: Бразильский институт географии и статистики).
- Валовой внутренний продукт на душу населения на 2003 год составляет 3778,29 реалов (данные: Бразильский институт географии и статистики).
- Индекс развития человеческого потенциала на 2000 год составляет 0,715 (данные: Программа развития ООН).

## География
Климат местности: субтропический. В соответствии с классификацией Кёппена, климат относится к категории Cfa.